# Syrrhoe tuberculata
Syrrhoe tuberculata is een vlokreeftensoort uit de familie van de Synopiidae. De wetenschappelijke naam van de soort is voor het eerst geldig gepubliceerd in 1954 door Dahl.